# Amandla (Album)
Amandla ist ein Musikalbum des Jazztrompeters Miles Davis, das Ende Dezember 1988 in New York City sowie Anfang Januar 1989 in Los Angeles und New York City aufgenommen wurde und 1989 erschien.

## Entstehungsgeschichte
Nach seinem Album You’re Under Arrest endete die Jahrzehnte währende Zusammenarbeit mit Columbia Records. Miles arbeitete fortan mit Warner Bros. Records zusammen; nach Tutu und Music from Siesta ist Amandla das dritte und letzte Album, das Miles Davis mit dem Produzenten und Multiinstrumentalisten Marcus Miller und dessen Band einspielte. Die Zusammenarbeit begann schon 1981 mit Miller als Bassisten auf The Man with the Horn, dem dann We Want Miles und Star People folgten.
Der Titel Mr. Pastorius ist eine Hommage von Davis und Miller an den 1987 verstorbenen Bassisten Jaco Pastorius. Alle drei hatten wesentlichen Einfluss auf die Entwicklung der Fusion von Jazz und Rock.

## Kritik
Im Gegensatz zu anderen Aufnahmen aus dem Miles Davis-Spätwerk wurde dieses Album auch bei den Jazzkritikern relativ positiv aufgenommen.
In der 6. Auflage ihres Penguin Guide to Jazz beschreiben die Autoren Richard Cook und Brian Morton ihr Unbehagen mit den Alben der Warner-Periode anhand eines Vergleiches: „Du kennst das Gefühl, wenn einige deiner Lieblingsfilme oder TV-Serien ihre Wiederauferstehung in Form von Trickfilmen finden: Irgendetwas Wichtiges fehlt plötzlich.“ Dennoch zählten Cook/Morton das Album, dem sie die zweithöchste Bewertung verliehen, zu den besseren Produktionen seines Spätwerks bei Warner Bros. Miles Davis behauptet, er habe sich von der karibischen Gruppe Kassav und ihrer Zouk-Musik, ein Mischstil, bei einigen Stücken inspirieren lassen. Problematisch an diesen Post-Columbia-Produktionen sei jedoch ein gewisser Mangel an Substanz gewesen, der mit exquisiten Miniaturen auf der Trompete und trister Funk-Ornamentik übertüncht werde. Auch wenn Miles Davis sich zu seinen politischen Ansichten kaum geäußert hatte, betrachtete er Tutu (1985) und das nachfolgende Amandla als seinen Beitrag zum Befreiungskampf in Südafrika. „Amandla“ bedeutet in der Sprache des recht kämpferischen selbstbewussten Zuluvolkes „Freiheit“. Titel wie „Big Time“ und „Jilli“ haben eine hektische und wilde Energie, während auf der anderen Seite des Spektrums „Mr. Pastorius“ Miles in einer bestechend lyrischen Form zeige. Die Atmosphäre des Albums sei stark durch die kräftigen Techno-Arrangements aus der Hand von Marcus Miller bestimmt.

„Miles’ letztes wirklich wundervolles Album – die plastischen Phrasen bleiben in der Erinnerung haften. Seine offene Trompetenhommage an Pastorius ist höchst emotional und endet – wie ein Nachruf – mit ein wenig ansteigenden, unbegleiteten Trompetenstößen.“

## Titelliste
1. Catémbe – 5:35 (Marcus Miller)
2. Cobra – 5:15 (George Duke)
3. Big Time – 5:40 (Marcus Miller)
4. Hannibal – 5:49 (Marcus Miller)
5. Jo-Jo – 4:51 (Marcus Miller)
6. Amandla – 5:20 (Marcus Miller)
7. Jilli – 5:05 (John Bigham)
8. Mr. Pastorius – 5:41 (Marcus Miller)